# ام‌تی دیرهاند
ام‌تی دیرهاند (به انگلیسی: MT Deerhound) یک کشتی است که طول آن ۲۸٫۶۵ متر (۹۴٫۰ فوت) می‌باشد. این کشتی در سال ۱۹۶۶ ساخته شد.